# Torre de Cala Teulera

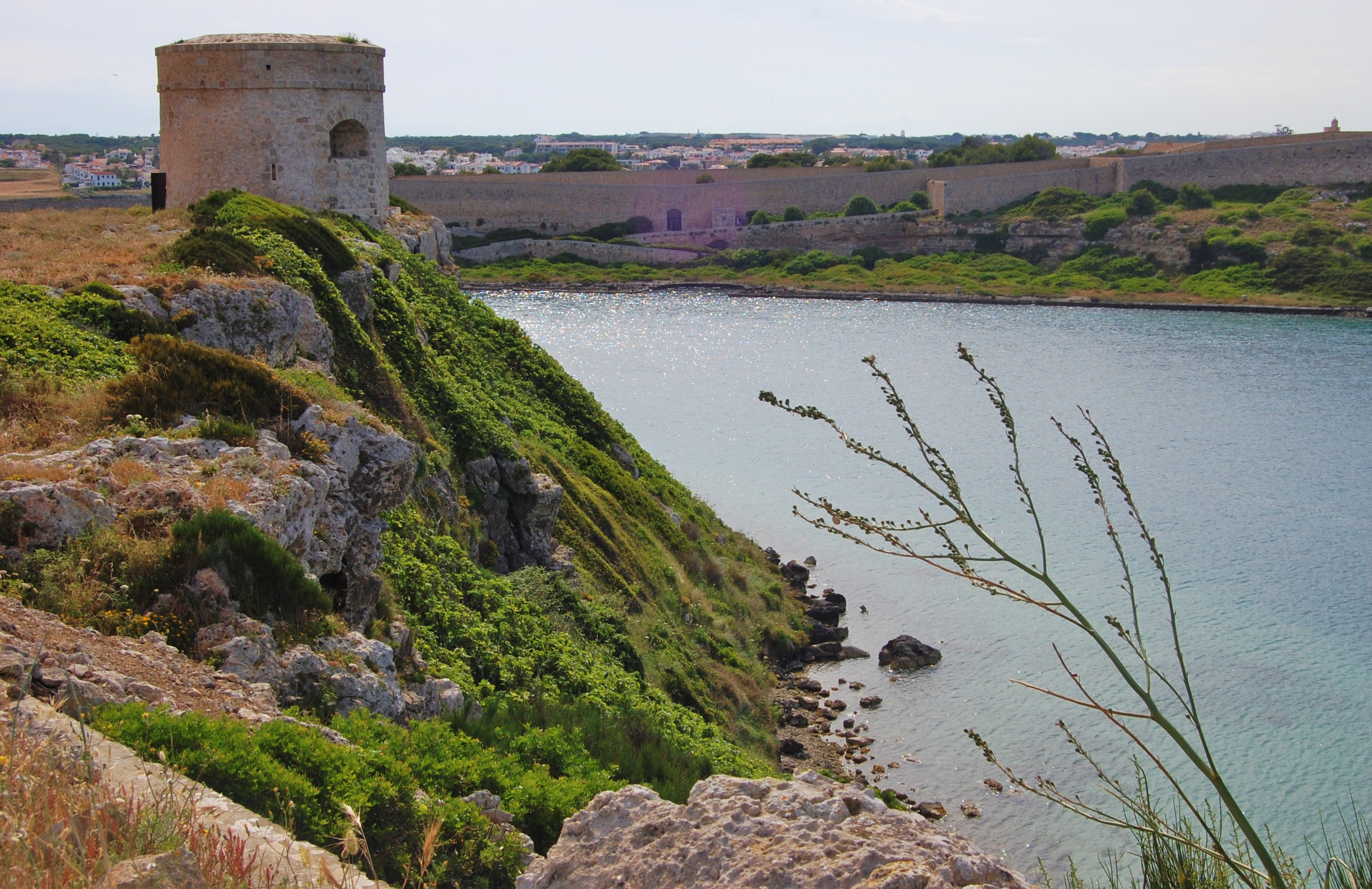
La torre enfront de l'illa Llatzeret

La Torre de Cala Teulera o Torre de la Mola, i inicialment Torre Saint Claire, és una torre de guaita del tipus torre Martello, situada sobre la Cala Teulera, a la península de la Mola, del Port de Maó (Menorca). Servia per a defensar una retirada sobre la península de la Mola i, al mateix temps, protegir l'ancoratge de la cala d'un possible desembarcament de tropes enemigues.

## Història
Es va construir el 1799, durant l'ocupació britànica de l'illa de Menorca, en temps del governador James Saint Claire-Erskine, de qui va prendre el nom inicial. El 1801 el capità Robert d'Arcy va comunicar al general Fox l'armat d'aquesta torre amb un canó de flanqueig, així com de la torre de la Princesa.

## Descripció
L'estructura és de pedra i morter recoberta a l'exterior per carreus de pedra calcària. El parapet està limitat, a dalt i a baix, a l'exterior, per dos cordons de perfil rectangular. Com totes les torres Martello, consta de tres plantes. El pis inferior servia per guardar queviures, l'armament i la pólvora. La planta intermèdia era l'habitació dels soldats. La terrassa al pis superior servia per al combat i hi havia lloc per a un o diversos canons. La porta original era a la planta intermèdia, que es defensava des del matacà de dalt. Presenta una canonera a mitjana altura, apuntant cap als Freus, que és posterior a la construcció, quan es construïa la fortalesa de la Mola, a la segona meitat del segle xix. Ho és també la porta a nivell del terra.
El 2010 es va fer una reforma integral de la torre, reconstruint el matacà sobre la porta d'entrada i les divisions interiors.